# Paweł Rakowski (szlachcic)
Paweł Rakowski herbu Trzywdar – komornik ziemski bracławski w 1793 roku,  chorąży zwinogrodzki w latach 1784–1790, łowczy zwinogrodzki w latach 1776–1779.